# NGC 7372
NGC 7372 (również PGC 69670) – galaktyka spiralna (Sbc), znajdująca się w gwiazdozbiorze Pegaza. Odkrył ją Albert Marth 7 sierpnia 1864 roku.
W galaktyce tej zaobserwowano supernowe SN 2009hj i SN 2010if.